# Animal Crossing: Pocket Camp
Animal Crossing: Pocket Camp ist ein von Nintendo entwickeltes Free-to-play-Handyspiel aus der Animal-Crossing-Spielereihe, das von Nintendo für iOS und Android entwickelt und veröffentlicht wurde. Am 25. Oktober 2017 wurde es in Australien veröffentlicht. In Deutschland und weiteren Ländern erschien das Spiel am 22. November 2017. Das Spiel setzt die Animal-Crossing-Spielereihe fort, in der man Besuch von tierischen Bewohnern bekommt – in früheren Teilen als einfacher Bewohner oder Bürgermeister einer Stadt, bei Pocket Camp jedoch als Leiter eines Campingplatzes.
Am 22. August 2024 gab Nintendo bekannt, dass die free-to-play Variante mit In-App-Käufen am 28. November 2024 eingestellt wird. Es werde aber bereits an einer kostenpflichtigen Version ohne In-App-Käufe gearbeitet, die im Oktober 2024 vorgestellt werden soll.

## Spielgeschehen
In Animal Crossing: Pocket Camp können die Spieler Lebensräume und Gemeinschaften ihrer Figur mit dem Handel von Materialien und mit dem Erledigen von Aufgaben für dekorative Gegenstände anpassen. Der Spieler dekoriert einen Campingplatz anstelle einer Stadt und sammelt dabei Materialien, wie zum Beispiel Holz oder auch Baumwolle, womit dann wiederum Möbelstücke hergestellt werden können. Der Spieler freundet sich dabei mit tierischen Charakteren an, die zum Bewohnen des Campingplatzes eingeladen werden können. Die Figur eines Spielers kann an verschiedene Orte reisen, wie zum Beispiel eine Insel, ein Ufer, an dem Fische gefangen werden können, oder auch einen Marktplatz, auf dem Kleidung und weitere Möbel für die Figur erworben werden können. Das Geschlecht, das Gesicht und die Frisur sowie das Wohnmobil der Figur lassen sich anpassen. Nachbarn in nahe gelegenen „Erholungsstätten“ belohnen den Spieler mit Materialien beim Erfüllen von Aufgaben. Ein Zimmermann auf dem eigenen Campingplatz verwandelt diese Materialien in Möbel. Indem der Spieler die Lieblingsmöbel seiner Nachbarn erbaut, kann er sie anlocken. Jeder Besucher erhöht das Level des Spielers, mit dem dann neue Möbel freigeschaltet werden. Mit den sogenannten „Blatt-Bons“ kann man die Wartezeit bestimmter Aktionen beschleunigen oder teilweise ohne Material Möbel herstellen. Der Spieler kann die „Blatt-Bons“ mit Aufgaben im Spiel erhalten oder mit dem Erwerb aus dem jeweiligen App Store. Der Entwickler plant saisonal erhältliche Möbel und Events, wie z. B. Stühle, mit denen man besondere Charaktere freischaltet.

## Entwicklung
Anfang 2016 kündigte Nintendo ein mobiles Spiel der Animal-Crossing-Spielereihe an. Aufgrund einer hohen Reichweite wurde diese Spielereihe ausgewählt. Die Veröffentlichung war erst für dasselbe Jahr geplant, verzögerte sich aber durch die priorisierte Entwicklung von Super Mario Run. Im nächsten Jahr experimentierte Nintendo mit Mikrotransaktionen in Fire Emblem Heroes. Am 25. Oktober 2017 wurde das Pocket Camp dann in Australien veröffentlicht. In allen anderen Ländern folgte die Veröffentlichung am 22. November 2017.

## Einstellung des Spiels in Belgien
Am 21. Mai 2019 gab Nintendo bekannt, dass der Service, Animal Crossing: Pocket Camp und Fire Emblem Heroes herunterzuladen und zu spielen, in Belgien am 27. August 2019 eingestellt wird. Grund für die Einstellung der Spiele sind neue belgische Gesetze bezüglich Lootboxen, wie Animal Crossing: Pocket Camp sie in Form vom Gacha-System der Glückskekse verwendet. Nintendo wird Spiele mit ähnlichen Bezahlsystemen nicht mehr in Belgien veröffentlichen.